# Damelevières
 Damelevières  es una población y comuna francesa, en la región de Lorena, departamento de Meurthe y Mosela, en el distrito de Lunéville y cantón de Bayon.

## Demografía
| 3254 | 3194 | 3021 | 3039 | 2879 | 2810 |
| Para los censos de 1962 a 1999 la población legal corresponde a la población sin duplicidades (Fuente: INSEE [Consultar]) |      |      |      |      |      |